# Bridge School Benefit
Il Bridge School Benefit è un concerto annuale a scopo benefico che si tiene a Mountain View, California allo Shoreline Amphiteatre. L'organizzazione è del cantante Neil Young e della moglie Pegi. Questo concerto suonato principalmente in acustico ha lo scopo di raccogliere fondi per i bambini disabili. Dalla prima edizione del 1986 e ad eccezione del 1987, l'appuntamento si rinnova ogni anno nel periodo ottobre-novembre. Gli artisti che vi partecipano sono annoverati tra i maggiori del panorama musicale internazionale.

## Edizioni
- Bridge I 13 ottobre 1986
  - Parteciparono: Crosby, Stills, Nash and Young, Nils Lofgren, Don Henley, Tom Petty, Robin Williams e Bruce Springsteen.
- Bridge II 4 dicembre 1988 ad Oakland, California al Oakland Coliseum
  - Parteciparono: Crosby, Stills, Nash and Young, Nils Lofgren, Billy Idol, Bob Dylan, G.E. Smith, Jerry Garcia & Bob Weir, Tom Petty & The Heartbreakers e Tracy Chapman.
- Bridge III 28 ottobre 1989
  - Parteciparono: Crosby, Stills, Nash and Young, Tracy Chapman, Tom Petty e Sammy Hagar.
- Bridge IV 26 ottobre 1990
  - Parteciparono: Cheech Marin, Larry Keegan, Jackson Browne, Edie Brickell, Elvis Costello, Steve Miller e Crazy Horse.
- Bridge V 2 novembre 1991
  - Parteciparono: Larry Keegan, Don Henley, Nils Lofgren, Tracy Chapman, John Lee Hooker, Sonic Youth e Willie Nelson.
- Bridge VI 1º novembre 1992
  - Parteciparono: Sammy Hagar, Elton John, Pearl Jam, James Taylor e Shawn Colvin.
- Bridge VII 6 novembre 1993
  - Parteciparono: Melissa Etheridge, Warren Zevon, Ann & Nancy Wilson, Sammy Hagar & Eddie Van Halen, Bonnie Raitt e Simon & Garfunkel.
- Bridge VIII 1º e 2 ottobre 1994
  - Parteciparono: Crazy Horse, Tom Petty & The Heartbreakers, Pearl Jam, Pete Droge, Mazzy Star, Ministry e Indigo Girls.
- Bridge IX 28 ottobre 1995
  - Parteciparono: Bruce Springsteen, Beck, Emmylou Harris, Daniel Lanois, The Pretenders e Hootie and The Blowfish.
- Bridge X 19 e 20 ottobre 1996
  - Parteciparono: Crazy Horse, Pearl Jam, Bonnie Raitt, Billy Idol, Pete Townshend, David Bowie, Patti Smith, Cowboy Junkies e Hayden.
- Bridge XI 18 e 19 ottobre 1997
  - Parteciparono: Metallica, Lou Reed, Smashing Pumpkins, Alanis Morissette, Dave Matthews Band, Blues Traveler e Kacey Crowley.
- Bridge XII 17 e 18 ottobre 1998
  - Parteciparono: R.E.M., Phish, The Wallflowers, Sarah McLachlan, Barenaked Ladies, Jonathan Richman, Eels e Pete Droge & Mike McCready.
- Bridge XIII 30 e 31 ottobre 1999
  - Parteciparono: Pearl Jam, Emmylou Harris, The Who, Sheryl Crow, Green Day, Billy Corgan & James Iha, Tom Waits (Day 1 Only), Lucinda Williams e Brian Wilson.
- Bridge XIV 28 e 29 ottobre 2000
  - Parteciparono: Crosby, Stills, Nash and Young, Tom Perry & the Heartbreakers, Beck, Dave Matthews Band, Red Hot Chili Peppers, Foo Fighters, Tegan & Sara e Robin Williams.
- Bridge XV 20 e 21 ottobre 2001
  - Parteciparono: Crazy Horse, R.E.M., Pearl Jam, Tracy Chapman, Billy Idol, Dave Matthews, Ben Harper e Jill Sobule.
- Bridge XVI 26 e 27 ottobre 2002
  - Parteciparono: James Taylor, Foo Fighters, The Other Ones, Ryan Adams, Tenacious D, Thom Yorke, LeAnn Rimes, Jack Johnson e Vanessa Carlton.
- Bridge XVII 25 e 26 ottobre 2003
  - Parteciparono: Crosby, Stills, Nash and Young, Willie Nelson, Pearl Jam, Indigo Girls, Wilco, Counting Crows, Incubus e Dashboard Confessional.
- Bridge XVIII 23 e 24 ottobre 2004
  - Parteciparono: Red Hot Chili Peppers, Sonic Youth, Ben Harper & The Innocent Criminals, Tegan & Sara, Paul McCartney, Tony Bennett e Los Lonely Boys.
- Bridge XIX 29 e 30 ottobre 2005
  - Parteciparono: Crosby, Stills, Nash and Young, Emmylou Harris, Dave Matthews & Tim Reynolds, John Mellencamp, Los Lobos, Norah Jones, Jerry Lee Lewis, Bright Eyes e Good Charlotte.
- Bridge XX 21 e 22 ottobre, 2006
  - Parteciparono: Dave Matthews Band, Pearl Jam, Brian Wilson, Foo Fighters, Trent Reznor, Death Cab For Cutie, Gillian Welch e Devendra Banhart.